# (16906) Giovannisilva
(16906) Giovannisilva est un astéroïde de la ceinture principale.

## Description
(16906) Giovannisilva est un astéroïde de la ceinture principale. Il fut découvert le 18 février 1998 à Bologne par l'observatoire San Vittore. Il présente une orbite caractérisée par un demi-grand axe de 2,98 UA, une excentricité de 0,04 et une inclinaison de 11,2° par rapport à l'écliptique.

## Compléments